# Stargames
Stargames es una película estadounidense del género ciencia ficción de 1997, dirigida por Greydon Clark, que a su vez la escribió junto a David Reskin, musicalizada por Ulrich Sinn, en la fotografía estuvo Nicholas Josef von Sternberg y el elenco está compuesto por Trevor Clark, Travis Clark, Daran Norris y Tony Curtis, entre otros. Este largometraje fue producido por Greydon Clark Productions.

## Sinopsis
Un joven príncipe del espacio que escapa de un maligno villano, está varado en la Tierra, aguardando que su abuelo, el rey, lo ponga a salvo. Mientras, se genera una amistad con un nene llamado Brian, y unidos se ponen a eludir robots, osos y triángulos.